# Rudolf Wegeli
Rudolf Wegeli (* 19. Februar 1877 in Diessenhofen; † 23. Januar 1956 in Muri) war ein Schweizer Historiker und Direktor des Bernischen Historischen Museums.

## Leben und Werk
Rudolf Wegeli war der Sohn des Gerbers und Stadtammanns Johann Rudolf (1848–1901) von Diessenhofen und der Johanna, geborene Brunner.
Von 1897 bis 1899 studierte Wegeli an den Universitäten von Zürich und Bonn Geschichte. Er wurde Mitglied des Philologischen Vereins Bonn im Naumburger Kartellverband. In seiner Dissertation von 1903 behandelte er die «Inschriften auf mittelalterlichen Schwertklingen». Von 1899 bis 1910 war er zweiter Assistent am Schweizerischen Landesmuseum und wirkte zwischendurch ein Jahr lang am Zeughaus in Berlin.
1907 heiratete er Johanna Fehr, und im gleichen Jahr setzte er mit der Schrift «Geschichte der Truchsessen von Diessenhofen» seinem Geburtsort ein kleines Denkmal.
1910 wurde er an das Historische Museum nach Bern berufen und wirkte dort bis 1948 als dessen Direktor. Unter seiner Leitung wurde das Gebäude saniert und die Administration, Inventarisierung sowie Konservierung professionalisiert.
Wegeli betreute auch das Münzkabinett und ordnete die Sammlung systematisch. So legte er Inventarbücher an und verfasste eigenhändig Zehntausende von Inventarkarten. Unter seiner Leitung erfuhr das Münzkabinett zahlreiche wichtige Neuzugänge. Ein besonderes Anliegen waren ihm dabei die Münzen der Römischen Republik. Gemeinsam mit Paul Hofer erstellte er den «Katalog der Münzen der Römischen Republik» im Historischen Museum.
1914 unterzeichnete Wegeli den Schenkungsvertrag für die «orientalische Sammlung Henri Moser Charlottenfels» von Henri Moser-Charlottenfels. Henri Moser stiftete für den notwendigen Anbau und Unterhalt der Sammlung 100'000 Schweizer Franken.
1914/1915 gelang es Wegeli, die bedeutende Sammlung des Langnauer Oberlehrers Emil Aeschlimann (1864–1930) für sein Museum zu sichern. Mit Unterstützung des Vereins zur Förderung des Bernischen Historischen Museums wurden für 6000 Schweizer Franken 155 Keramiken und verschiedene Ofenkacheln angekauft.
Wegeli setzte sich auch für die Erhaltung der Berner Kunstdenkmäler ein und redigierte während vieler Jahre die Numismatische Rundschau. 1922 erhielt er die Ehrenbürgerschaft von der Stadt Bern.